# Анда Чакша
Анда Чакша (латис. Anda Čakša) — латвійська лікар, міністр охорони здоров'я Латвії (2016—2019), міністр освіти і науки з 2022 року.
З 2011 по 2016 рік — керівник Дитячої клінічної університетської лікарні. Входить до конвенту радників Ризького університету ім. Страдіня. Працювала психотерапевтом в клініці пластичної хірургії доктора Гіліса.

## Освіта
- У 1999 році отримала освіту лікаря в Латвійській медичної академії.

- У 2002 році завершила спеціалізацію в педіатрії.

- У 2007 році отримала ступінь магістра в сфері управління бізнесом в Ризькій міжнародної вищій школі економіки і бізнес-адміністрування.